# سیموروم
سیموروم (اکدی: 𒋛𒈬𒌨𒊑𒅎: Si-mu-ur-ri-im) یک دولت‌شهر مهم در منطقۀ بین‌النهرین از حدود ۲۰۰۰ قبل از میلاد تا ۱۵۰۰ قبل از میلاد در طول دوران امپراتوری اکد تا سلسلۀ سوم اور بود.پس از امپراتوری بابل کهن نامی از پادشاهی سیموروم در آثار به‌جای‌مانده ثبت نشده‌است. گمان می‌رود که در زمان بابل کهن نام آن به‌صورت «زَبّان» (Zabban) آمده باشد که مرکزی مهم برای کیش پرستش اداد بوده است.
 سیموروم با پادشاهی لولوبی همسایه بود و گاهی با آن متحد می‌شد.

## External links
- پرونده‌های رسانه‌ای مربوط به Simurrum در ویکی‌انبار
- تاریخ باستان: تاریخچۀ پنهان سنگ یادبود «ایدی سین».
- مُهر زاردامو در «ابتکار کتابخانۀ دیجیتالی خط میخی» (CDLI)